# Фон Сюдов
Фон Сюдов (швед. von Sydow) — немецко-шведский род.
Родоначальником является Кристиан Сидов, живший в Померании в конце XVII в. Его сын Давид Сидов (ум. 1734) в 1724—1731 гг. владел солеварней в Кальмарском лене, однако затем покинул Швецию. Сын Давида Кристиан Фредрик фон Сюдов (1714—1773) был отцом главного пастора Хёгсбю Юхана фон Сюдова (1747—1827) и дедом контр-адмирала Густава фон Сюдова (1784—1850), который стал прапрадедом шведского политика Бьёрна фон Сюдова (р. 1945).
Брат Густава губернский секретарь Аксель (1788—1834) в 1830 г. получил дворянский титул, став родоначальником дворянской ветви рода, пресекшейся в 1951 г. Род был в 1831 г. внесён в матрикул Рыцарского собрания Швеции под номером 2305. Брат Юхана был дедом Оскара фон Сюдова. Другой его брат приходился отцом Акселю фон Сюдову (1791—1857), один из братьев которого являлся дедом Яльмара фон Сюдова, а другой — Карла Вильхельма, отца известного актёра Макса фон Сюдова.

## Наиболее известные представители рода
- Сюдов, Аксель Эрик фон (1791—1857) — инженер, депутат риксдага.
- Сюдов, Кристиан Хуго фон (1861—1936) — юрист, государственный советник.
- Сюдов, Адольф Яльмар фон (1862—1932) — исполнительный директор Объединения работодателей Швеции, депутат риксдага.
- Сюдов, Оскар Фредрик фон (1873—1936) — губернатор Евлеборгского и Норрботтенского ленов, премьер-министр.
- Сюдов, Бьёрн фон (род. 1945) — социал-демократ, министр торговли (1996—1997), министр обороны (1997—2002), председатель (2002—2006) риксдага Швеции.
- Сюдов, Макс фон (1929—2020) — шведский актёр.